# USS Waldo County (LST-1163)
El USS Waldo County (LST-1163) fue un buque de desembarco de tanques clase Terrebonne Parish que sirvió en la Armada de los Estados Unidos entre 1953 y 1970.

## Historia
Construido por Ingalls Shipbuilding en Pascagoula, Misisipi. Puesto en gradas el 4 de agosto de 1952. Botado el 17 de mayo de 1953. Comisionado con la Armada de los Estados Unidos el 17 de septiembre de 1953. Inicialmente, se denominó simplemente como «LST-1163».
Desplazaba 5777 t a plena carga. Tenía una eslora de 117,1 m, una manga de 17,1 m y un calado de 4,9 m. Estaba propulsado por cuatro motores diésel General Motors que con 60 000 bhp de potencia transmitían a dos hélices. Su velocidad máxima era 15 nudos. Su armamento eran seis cañones de calibre 76 mm. Su tripulación sumaba 205 efectivos, pudiendo cargar 391 tropas.
El LST-1163 tuvo su primer mantenimiento mayor en el Astillero Naval de Filadelfia en 1955. En ese año, adoptó el nombre de «Waldo County (LST-1163)». Viajó al mar Mediterráneo para unirse a la Sexta Flota en septiembre. En 1956, reanudó sus operaciones habituales con la Segunda Flota.
Recibió la Armed Forces Expeditionary Medal a fines de 1961 por su despliegue a Cuba como parte de la fuerza de contingencia establecida por los Estados Unidos tras la invasión de bahía de Cochinos.
La Armada descomisionó al Waldo County en octubre de 1970 y este quedó en la Atlantic Reserve Fleet en Orange, Texas. Permaneció allí hasta su reactivación en mayo de 1972 en el Military Sealift Command. Bajo el nombre de USNS Waldo County, operó con tripulación civil y sin ser comisionado durante 18 meses. Finalmente, la Armada lo eliminó de su lista el 1 de noviembre de 1973 y el buque pasó a la United States Maritime Administration, la cual lo asignó a la National Defence Fleet, en la bahía Suisun, California.
En 1985, los Estados Unidos transfirieron al Perú en condiciones de arriendo los siguientes buques: USS Walworth County, USS Waldo County, USS Washoe County y USS Traverse County. El préstamo fue extendido hasta 1994.